# Changy (Loire)
Changy település Franciaországban, Loire megyében. Lakosainak száma 680 fő (2022. január 1.). Changy Vivans, Ambierle, Le Crozet, La Pacaudière, Saint-Bonnet-des-Quarts és Saint-Forgeux-Lespinasse községekkel határos.

## Népesség
A település népességének változása:
| Lakosok száma | 653  | 593  | 606  | 616  | 611  | 624  | 637  | 654  | 662  | 680  |
|               | 1968 | 1982 | 1990 | 2006 | 2013 | 2015 | 2017 | 2019 | 2020 | 2022 |